# ستيف نيلسون (لاعب كرة قدم أمريكية)
ستيف نيلسون (بالإنجليزية: Steve Nelson)‏ هو لاعب كرة قدم أمريكية أمريكي، ولد في 26 أبريل 1951 في فارمينغتون في الولايات المتحدة.

## وصلات خارجية
- ستيف نيلسون على موقع مرجع كرة القدم المحترفة.كوم (الإنجليزية)